# 薄井鉄央
薄井 鉄央（うすい てつお、1996年6月13日 - ）は、日本の男性プロレスラー。栃木県宇都宮市出身。プロレスリングBASARA所属。血液型B型。

## 経歴
宇都宮大学教育学部に入学後、宇都宮大学プロレス研究会にて学生プロレスラーとして活動。
大学卒業後の2019年4月にプロレスリングBASARAに入門。
同年12月15日、東京・西新井大会にて練習生として関根龍一とエキシビションマッチを行った。
同年12月28日、東京・後楽園ホール大会にてデビュー。中津良太とシングルマッチを行い、6分55秒 変形キャメルクラッチにて敗れた。
2020年11月28日、新型コロナウイルスの感染拡大に伴い、福祉施設での仕事とプロレス活動の両立が困難になったため、当面の間プロレス活動を休業することが発表された。

## 得意技
ドロップキック
ノーザンライト・スープレックス
ラップ
ラブファドーラ

## 入場テーマ曲
- Truth Inside / HEY-SMITH